# أسيد بن جابر
أُسَيْدُ بْنُ جَابِرٍ السَّلَامَانِيُّ هو فارس، وشاعر جاهلي من كبار العرب وأشرافِها، عاصر الشنفرى وفترة الصعاليك، كما اشتُهر بأن حصل بينهُ وبين الشنفرى قِتال حتى قبضَ عليه، وقيل أنهُ قتله، كان أُسيد عدَّاء شديد السرعة على قدميه، وكانت الخيل لا تلحقه.

## نسبه
ينتمي أسيد بن جابر وأخاهحرام بن جابر الى بنو سلامان بن مفرج من الأزد وهم :
- سلامان بن مفرج بن مالك بن زهران بن كعب بن الحارث بن كعب بن عبد الله بن مالك بن نصر بن الأزد بن الغوث بن نبت بن مالك بن زيد بن كهلان بن سبأ بن يشجب بن يعرب بن قحطان. [10][11][12]
- حرام بن جابر أخو أسيد بن جابر هو قاتل والد الشنفرى وقد قتله الشنفرى ثأرًا لأبيه وقال في شِعره :

- جاء في الشرح عند البيت (قوله: جزينا سلامان بن مفرج قرضها) ما نصه[13]:

	حرام بن جابر قاتل والد الشنفرى، والحُمَيّ الداخلي قاتل الحُرث، والمهدي قاتل حَزْناً، فجعل الشنفرى نسب قاتل أبيه حراماً (حرام بن جابر) إلى بني سلامان بن مفرج، فقال: "جزينا سلامان بن مفرج قرضها"، وذلك أنه أخذ ديةً ريبةً في القدم الذين أخذوه وصار بينهم وبينه. وقيل: المعنى أنه أصبح طريد جنابات بحر الحَرارِب على سُرْحٍ وصوارٍ سُقُب.
- وقد اتى سلمة بن مسلم الصحاري بإسناد مجهول وبرواية لا تُعرف صحتها فنُقلت عنه وذكر فيها أسيد بن جابر وقال "أسيد بن جابر الغامِدي"[14] فنسب أسيد الى غامد بل قد أخطأ فجعل الشنفرى سلاماني فقد خالف المثبت واتى عن ابيات الشنفرى بعد ان قتل أخاه حرام بن جابر وقال "جزينا سلامان بن مفرج قرضها" فبذلك نسب الشنفرى بنفسه أخو أسيد الى بنو سلامان بن مفرج القوم الذين كان يعيش لديهم الشنفرى واتفق على ذالك النسابة محمد بن حبيب البغدادي.

## نشأته وحياته
- لم يُعرف الكثير عن حياة ونشأة أسيد بن جابر غير قصته مع الشنفرى، كما وصفته المصادر بأنه كان شاعرًا شجاعًا نذر بـ الشنفرى وقتله، كما يعتبر أحد رجال العرب وأشجعهم وأشعرّهم في الجاهليه.[15]
- اخوه هو حرام بن جابر السلاماني، فارس، وشاعر، وهو الذي باء بدم أبي الشنفرى مالك، وباء بدم الحارث بن السائب الفهمي بعد ما خبائه[16]

## قصة قتلهِللشنفرى
- قتل الشنفرى

جائت قصة قتلهِ للشنفرى في كتاب الأغاني للأصفهاني، وجأت عند ابن حبيب البغدادي كما جأت عند مؤرج السدوسي (169هـ) في كتابة شعر الشنفرى الأزدي، وهو أقدم مصدر تحدث عن الواقعة، كما وافقت رواية السدوسي كلاً من ابن حبيب وأبن رزيق في الصحيفة القحطانية وهي قصة طويلة جداً ...
فيقول: ثم إن الشنفرى أكثر الغزو في قومه، فنذر به أسيد بن جابر، فأقبل هو واثنان جروران، حتى انتهوا إلى قليب ماء يرده الإبل الشنفرى من وروده إياه، فأثبتوا له في مكمن على القليب من صدواله، فأقبل الشنفرى في الليل يريد الورود، فلما دخل الضيق وقرب من الريبة، وتوجس وهاب من الاقدام. وقال: اني أراكم أيها الريبة، وما بي من ظمأ، ثم ولى راجعا من حيث جاء. فقال الغلامان لأبيهما: يا أبانا رآنا الخبيث فرجع. فقال أبوهما: لم يركما، ولكنه حديس وتظنن، فاثبتا واسكتا، فقام يومه وليلته ظمآنا، ثم مر له ثائرا له ثانية وهو متلثم، وفي يده بعض نبله، فلما نظرت إلى النبل عرفته لان أفواقها كانت من قرون وعظام، وكانت معروفة، فاستدعى القرى فأطعمته اقطعا وتمرا، ليزداد عطشا، واستقاها فسقته رائبا، فزاده عطشا. فقالت له: الماء منك على بعد، وأوحت له إلى جبل بعيد المطمع ليتوهمه ويزيده عطشا. فلما ولى أتت قومها فوصفت لهم صفة نبله فعرفوه. وقالوا: هذه صفة الشنفرى، واشتد بالشنفرى العطش، فأرسل القوم إلى صاحبهم أسيد بن جابر، لا تبرح من مكانك فإن الشنفرى يجول عنك، ولا بد أن يرد، واشتدّ به العطش، فأقبل بالليل يريد الماء. وقد خلع إحدى نعليه شدها على قلبه مخافة من سهم يأتيه، وجعل يضرب الأرض بنعله، ويمشي بالأخرى حافيا، فسمع الغلامان حسه، فقالا: يا أبانا الضبع تقبض إذا خطت؟ فقال أبوهما: كلا هو الخبيث يلبس علينا، فلما قرّبَ الشنفرى توجس فوقف يحد النظر يمينا وشمالا ويستنشق الريح ويقول:
ثم نكس راجعا، يُهدهد الصخور، حتى إذا كان بأسفل الوادي رفع عقيرته - يعني رفع صوته وهو يقول:
فَقَال الغلامان : يَا أَبَانَا، قَد – وَاَللَّه – رَآنَا فأفلتنا وَلَن يَعُود إلَيْنَا، فَامْض بِنَا، فَقَالَ الشَّيْخُ : مَا رآكما، وَإِنَّمَا هَذَا مِنْهُ حَدَس وَخِدَاعٌ، أَثْبَتَا موضعكما فَإِنَّه سَيَعُود. فثبتا، وَعَاد يَعْدُو مُبَادِرًا، وَهُوَ يَقُولُ:
ثم هجم على الماء يشرب، ورآه القوم، فلما هم بالخروج رماه أحدهم بصخرة على هامته، فأخدره في القليب ثم قفز، فتعلق برجل أحدهم فجره معه في القليب فقتله وترامي إليه الآخر فضرب شمال الشنفرى فقطعها، وسقطت في القليب، فسقط معها فتناولها ورمی بها بعضهم، فأصاب كبده فخر معه في القليب، فوطئ الشنفرى على صدره، فدق عنقه، ثم إنهم اجتمعوا عليه من كل ناحية فقال بعضهم: استبقوه فإنما هو رجل منکم، ولعله إن منم علیه يشكُر ذلك، ويترك غاراته علیکم، فسمع قولهم فقال: يا معشر الأزد قد أخذتم ثأركم بقطع يدي. فقالوا: ويلك وهل في قطع يدك على كثرة ما قتلت منا؟ فقال: نعم بعدد كل أنملة وعضو وعرق وعصبة وعظم في بدني ثأر رجال منكم، وإني أعلم أنكم غير تاركي اللؤمكم، وبه سلطت علیکم، ثم لم تأخذوا بآرائي، وأنا الذي أقول:
فقال أسيد بن جابر: أن الرجل قد آيسكم من نفسه، فمن كان له قِبلهُ ثأر فليقتله، فسمع قوله قوم قد كان وتَرهُم، فرضخوه بالحجارة حتى قتلوه، فأُخرِج فصُلِب.